# Joint Intelligence Committee
Pour les articles homonymes, voir JIC.
Le Joint Intelligence Committee (JIC) (en français : Comité conjoint du renseignement) établit quotidiennement pour le Premier ministre du Royaume-Uni une synthèse des informations des services de renseignement britannique (MI-5, MI-6, DIS, GCHQ) : il fixe et contrôle leurs objectifs.

## Activités
Il fut fondé en 1936 comme un appendice du Committee of Imperial Defence. Depuis 1957, il dépend du bureau du Cabinet chargé d'aider le premier ministre et le gouvernement britannique.
Le JIC coordonne chaque semaine une réunion interdépartementale en deux parties : la première réunit correspondants des ministères des Affaires étrangères et de la Défense, directeurs des services de renseignements, représentants de leurs homologues australien, canadien et néo-zélandais et des États-Unis dans le cadre de l'UKUSA ; la seconde est uniquement britannique et dédiée aux sujets nationaux.
Il doit rendre compte au Coordinateur du renseignement, de la sécurité et de la résilience de ses travaux.
Le chef de poste de la CIA à Londres assiste aux deux parties, sauf lors des sujets purement intérieurs.
Aucun représentant européen n’est présent lors de ces réunions.

## Liste des présidents du JIC
Alex Allan est nommé à la direction du JIC le 16 novembre 2007, celui-ci eu un coma entre le 30 juin et le 10 juillet 2008 d'origine encore non déterminé début septembre.
Robert Hannigan est depuis 2007 le Permanent Secretary, Intelligence, Security and Resilience.